# Dramadokumentär
En dramadokumentär är en regisserad spelfilm som har till syfte att skildra verkliga händelser, men där man av olika skäl saknar lämpligt bildmaterial. Ofta finns ett gediget källmaterial att tillgå, till exempel då man vill skildra en historisk händelse eller person, och man kan låta skådespelare spela rollerna av de inblandade.
Även filmer som är en rent uppdiktad dramatisering men vars avsikt är att förmedla fakta och kunskap, typ "hur man levde på stenåldern", kan ibland räknas till kategorin dramadokumentär.